# 박연차
박연차(朴淵次, 경상남도 밀양, 1945년 12월 27일 ~ 2020년 1월 31일)는 대한민국의 기업인이다. 태광실업의 회장으로서 한나라당 및 제16대 대통령 노무현을 후원한 것으로 유명하다. 비리, 탈세, 정관계 로비 사건 등의 의혹으로 2008년 12월 검찰의 수사를 받았다.
노무현의 둘째 형 노건평과 더불어 농협의 세종증권 인수 관련 뇌물을 건넨 혐의로 징역 2년 6개월을 선고받고 복역하였다.

## 학력
- 동아대학교 경영학과 학사

### 비학위 수료
- 경남대학교 경영대학원 최고경영자과정 수료

### 명예 박사 학위
- 인제대학교 명예 경영학 박사

## 사건·사고

### 연예인 환각 매춘
박연차는 모델, 탤런트 등 여성 연예인 수명과 함께 필로폰을 흡입하고 성관계를 맺은 혐의로 1990년 2월 검찰에 수배됐다. 1심에서 징역 5년을 선고받았지만, 2심에서 집행유예를 선고받고 풀려났다. '재벌2세 마약·매춘사건'의 당사자로 방탕한 재벌 2세의 이미지로 낙인 찍혔으나, 이후 건실한 사업가로 변신하여 1997년 김영삼 정부때 '금탑산업훈장'을 받기도 하였다.

### 정관계 로비 사건
노무현 대통령 일가를 비롯한 유력 정관계 인사들에게 뇌물을 제공했다는 혐의가 인정되어, 2011년 12월에 징역 2년 6개월과 벌금 219억원을 선고받고 복역했다.